# Seropédica
Seropédica, amtlich Município de Seropédica, ist eine Gemeinde im brasilianischen Bundesstaat Rio de Janeiro und liegt etwa 26 m über dem Meeresspiegel, 75 km westlich der Hauptstadt. Die Bevölkerung wurde zum 1. Juli 2016 auf 83.667 Einwohner geschätzt, die auf einer Fläche von 283,8 km² leben.

## Allgemeines
Stadtpräfekt ist seit der Kommunalwahl 2016 für die Amtszeit 2017 bis 2020 Anabal Barbosa de Souza des Partido Democrático Trabalhista (PDT).
Die Nachbargemeinden von Seropédica sind Itaguaí, Japeri, Nova Iguaçu, Paracambi, Piraí, Queimados und Rio de Janeiro
Seropédica ist Sitz einer Universität, der Universidade Federal Rural do Rio de Janeiro (UFRRJ).

## Geschichte
Seropédica wurde 1995 von der Gemeinde Itaguaí abgetrennt und damit eigenständig, was jedoch erst zum 1. Januar 1997 wirksam wurde.

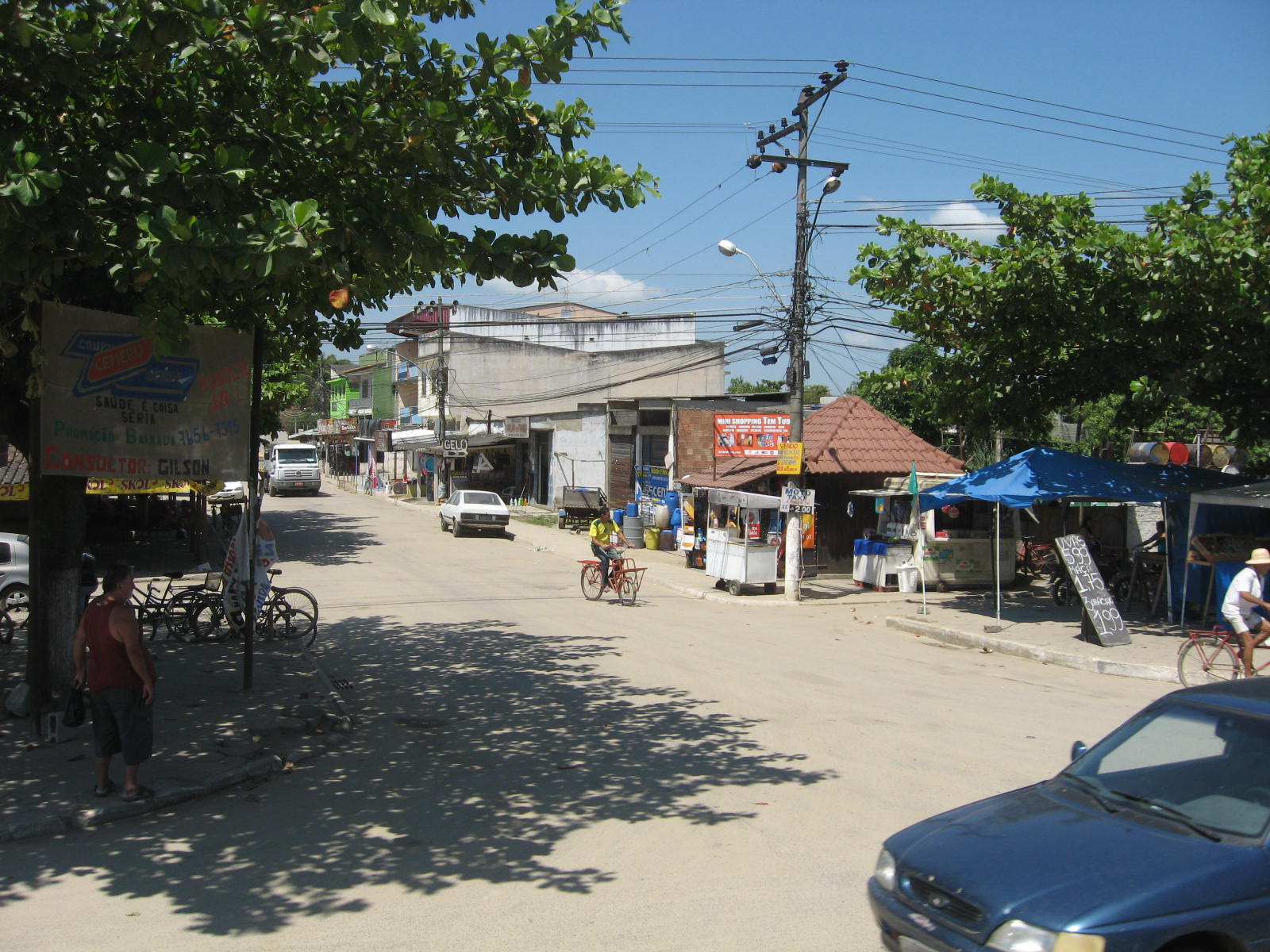
Straßensicht in Seropédica